# Mitsubishi A5M
Il Mitsubishi A5M (?), indicato anche come  (九六式艦上戦闘機?, caccia imbarcato della Marina Tipo 96) in base al codice di identificazione Alleato Claude, era un caccia-intercettore imbarcato prodotto dall'azienda giapponese Mitsubishi Heavy Industries negli anni trenta ed impiegato nella Dai-Nippon Teikoku Kaigun Kōkū Hombu, il servizio aeronautico della Marina imperiale giapponese.
Fu il primo caccia imbarcato monoplano ad operare da una portaerei e fu il diretto progenitore del Mitsubishi A6M "Zero".

## Storia del progetto
Nel 1934 la Marina imperiale emise una specifica, la 9-shi, per la fornitura di un nuovo modello di caccia avanzato. Doveva essere in grado di raggiungere una velocità massima di 350 km/h a 3 000 m (9 840 ft) ed una quota di 5 000 m (16 400 ft) in 6 min e 30 s. Alla richiesta risposero la Mitsubishi e la Nakajima Hikōki.

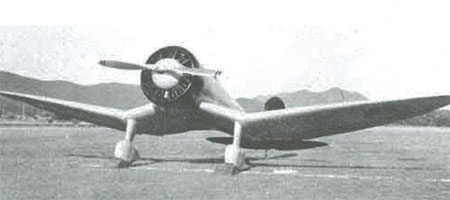
Il primo prototipo dotato di configurazione ad ala di gabbiano invertita.

La Mitsubishi assegnò il compito di progettare il nuovo caccia ad un gruppo di lavoro guidato da Jirō Horikoshi (in seguito responsabile dello sviluppo del più famoso A6M "Zero"). Il risultato, indicato dalla Mitsubishi come Ka-14, era un compatto caccia interamente metallico caratterizzato dalla velatura ad ala di gabbiano invertita, posizionata bassa ed a pianta ellittica, e da un carrello d'atterraggio fisso, poiché si ritenne che i vantaggi nelle prestazioni (un 10% in meno nella resistenza aerodinamica e solo un 3% di incremento nella velocità massima) con un carrello retrattile non fossero così rilevanti da giustificare il peso addizionale. Il primo prototipo, con un motore radiale Nakajima Kotobuki 5 da 600 hp (447 kW), volò per la prima volta il 4 febbraio 1935. In quell'occasione il velivolo superò le specifiche richieste, con una velocità massima di 450 km/h. Il secondo prototipo ebbe un'ala riprogettata, convenzionale a profilo dritto; dopo una serie di modifiche per massimizzare la manovrabilità e migliorare la penetrazione aerodinamica, fu accettato ed avviatio alla produzione in serie con la designazione "corta" A5M.
Il Ka-14 possedeva eccellenti prestazioni, e il Dai-Nippon Teikoku Kaigun Kōkū Hombu, componente aerea dell'Esercito imperiale giapponese ordinò di fornire un singolo prototipo modificato per le prove di valutazione, che assunse la designazione Ki-18. Nelle prove comparative con il concorrente Kawasaki Ki-10 a velatura biplana, che dimostrò di offrire prestazioni simili al suo omologo destinato alla Marina imperiale, e una velocità massima nettamente superiore al Ki-10, questo fu preferito per la maggiore manovrabilità. In seguito, quando l'Esercito imperiale emise una specifica per un caccia avanzato destinato a sostituire il Ki-10, la Mitsubishi, che era intenta allo sviluppo del Ka-14 per portarlo allo standard richiesto dal A5M, decise di proporre un Ki-18 con modifiche minime, indicato come Ki-33; uscì sconfitto dal confronto con il modello proposto dalla Nakajima, aggiudicato al Ki-27, avviato alla produzione in serie.

## Tecnica

### Struttura
L'AM5 aveva una struttura alare monoplana a sbalzo, cioè senza nessun supporto esterno. Era una soluzione notevole per l'epoca: tutti i caccia imbarcati erano biplani, per avere una portanza la migliore possibile con l'aumento della superficie alare. I giapponesi risolsero il problema con l'uso dei flap, assieme alla superficie alare di notevole estensione con una apertura elevata e una larga corda (distanza tra il bordo d'attacco e quello d'uscita), leggermente a diedro nella semiala esterna.
Il caccia era munito di una fusoliera metallica, tranne le superfici di controllo. Aveva una copertura con rivettatura a filo e struttura a guscio. Il carrello d'atterraggio era a triciclo posteriore, con ruotino di coda, e due elementi principali con ruote non molto grandi (operava da ponti di portaerei) con una grossa carenatura. Anche così la sua linea era molto pulita aerodinamicamente, con una fusoliera assai rastremata, che possedeva una gobba che carenava il poggiatesta e terminava con la coda.
I serbatoi erano quattro, con una capacità di 104 e 69 litri ciascuno per le semiali interna e esterna. Era possibile installare un serbatoio ausiliario dalla capacità di 160 o 210 litri sotto la fusoliera.
I caccia A5M avevano equipaggiamenti di serie. Esisteva una bombola per l'ossigeno per il volo a alta quota nonostante l'abitacolo aperto. Era disponibile un'antenna radio a partire dalla produzione del modello A5M 2b, con due elementi trasmittente e ricevente. Gli A6M Zero sarebbero stati ancora più raffinati, nonostante la presenza di un grosso tettuccio. Avrebbero avuto anche un pesante armamento con due cannoni oltre alle mitragliere, ma una robustezza strutturale e soprattutto una mancanza di protezione assai limitanti. L'A5M era invece tutt'altro che scarso in termini di robustezza anche se leggero.

### Motore
Il motore, come le mitragliatrici, era di concezione inglese costruito su licenza e la sua potenza era ridotta: era un Bristol Jupiter migliorato, a 9 cilindri. Era possibile superare i 430 km/h grazie alla grande cura posta nella progettazione. In seguito, con lo stesso tipo di motore in versione leggermente diversa, i Ki-27, sarebbero riusciti a raggiungere addirittura i 470 km/h, al prezzo di una struttura troppo leggera.
Le eliche erano tripale e metalliche, ma il passo poteva essere variato solo a terra, certamente una limitazione notevole, ma l'aereo iniziò la tradizione di massimizzare la cura aerodinamica per ottenere il massimo da motori scarsi, dall'unico pregio di consumare poco.

### Armamento
L'armamento e la motorizzazione erano elementi piuttosto deboli. Il primo era costituito, oltre che da bombe leggere, da due mitragliatrici da 7,7 Tipo 89 con collimatore a cannocchiale, poco pratico nell'uso e col problema di costringere il pilota a concentrarsi su un settore di cielo troppo limitato; molto meglio affidarsi ai traccianti per mirare, anche sprecando proiettili.

## Impiego operativo
Gli A5M entrarono in servizio ai primi del 1937, imbarcati inizialmente sulle portaerei leggere Zuiho, Hosho e Ryujo, e presto utilizzati in combattimento all'inizio della Seconda guerra sino-giapponese, e scontrandosi con i Boeing P-26C Model 281 "Peashooter" di cui erano dotati i reparti da caccia della Chung-Hua Min-Kuo K'ung-Chün, l'aeronautica militare della Repubblica di Cina, nel primo combattimento aereo tra velivoli monoplani di costruzione metallica.

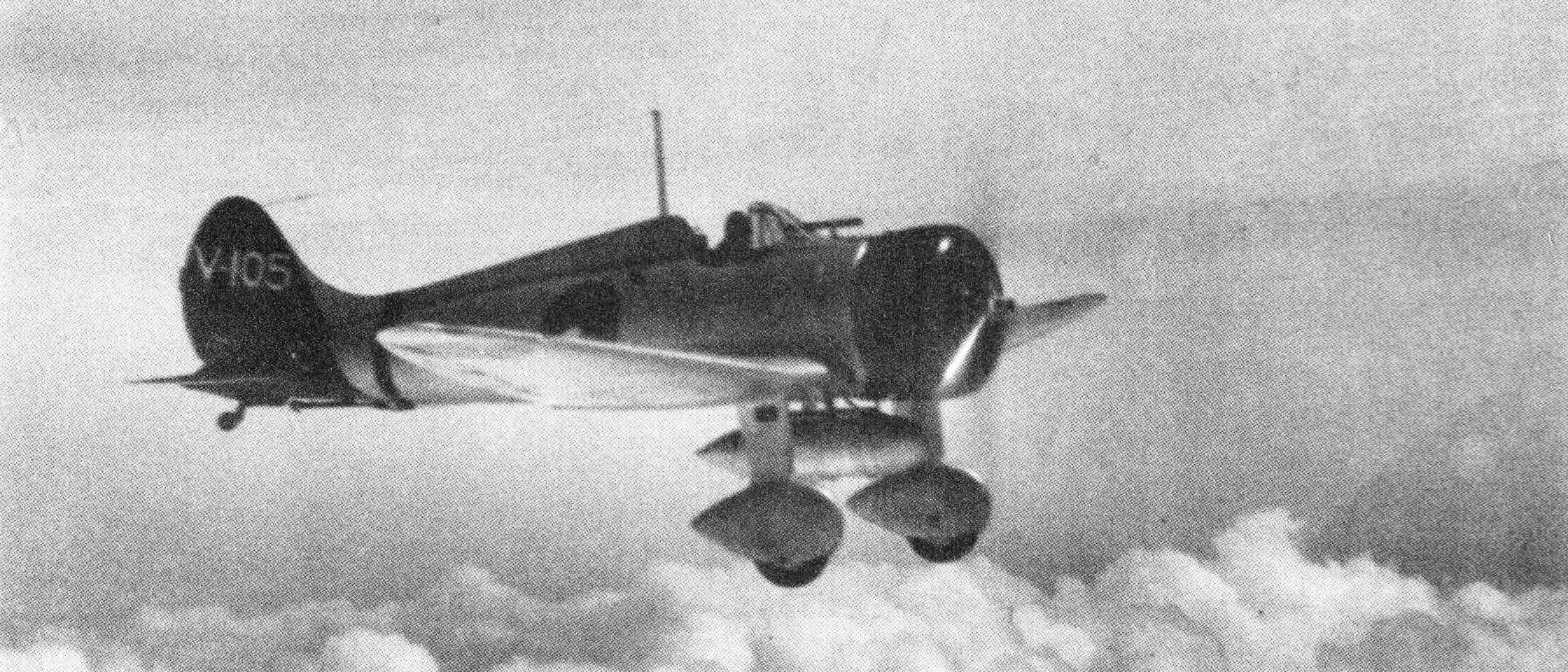
Un A5M sulla portaerei Akagi in volo (1938 o 1939)

Benché i piloti da caccia dell'aeronautica militare cinese, in particolare quelli sui Curtiss P-36 Hawk III, battendosi con coraggio rendessero arduo il compito ai giapponesi, gli A5M pur nella loro prima versione erano i migliori caccia in quel conflitto, ed il team di sviluppo della Mitsubishi continuò a migliorare il modello, fino alla definitiva versione A5M4, con serbatoio addizionale sganciabile in posizione ventrale che forniva un raggio d'azione ancora più vasto. Pur se armato con solo 2 mitragliatrici da 7,7 mm, il nuovo caccia Mitsubishi si dimostrò efficace, dotato di un'eccellente manovrabilità ed in grado di assorbire i danni provocati dai colpi grazie alla robustezza della cellula. L'avversario più impegnativo con cui si scontrò fu il russo Polikarpov I-16, veloce e ben armato, condotto tanto da piloti regolari dell'aviazione cinese che da volontari provenienti dalla sovietica VVS. Gli A5M furono anche utilizzati come caccia di scorta ai moderni ma vulnerabili bombardieri Mitsubishi G3M, azzerando le capacità di difesa dell'aeronautica militare nazionalista. Il modello sostenne feroci scontri, specialmente il 18 febbraio e il 29 aprile 1938, le più impegnative battaglie aeree dell'epoca. Il 29 aprile, dove entrambe le parti avrebbero poi rivendicato il successo nell'operazione, 67 Polikarpov attaccarono 18 G3M scortati da 27 A5M. Gli equipaggi sovietico-cinesi si attribuirono 21 abbattimenti (11 caccia e 10 bombardieri) con 50 avversari uccisi nello scontro; i giapponesi ammisero l'abbattimento di soli due G3M e due A5M, dichiarando a loro volta non meno di quaranta uccisioni, rendendo il risultato finale dello scontro non chiaro.
Oltre alle versioni da caccia fu sviluppata una variante da addestramento, la A5M4-K, con cellula biposto,  prodotta in 103 esemplari, utilizzata per la formazione dei piloti da caccia; rimase in servizio a lungo, anche dopo che il modello principale fu ritirato dalla prima linea.
Anche le Flying Tigers (Tigri Volanti), benché non ufficialmente, ebbero modo di scontrarsi con l'A5M, ed uno fu abbattuto sopra l'aerodromo di Mingaladon, Birmania, il 29 gennaio 1942.
Alcuni A5M erano ancora in servizio all'inizio della guerra del Pacifico. Le fonti acquisite dall'intelligence statunitense ritenevano che l'A5M fosse ancora il principale caccia a disposizione della Marina imperiale giapponese, ma in realtà sulle portaerei in prima linea e nel Gruppo aereo "Tainan" erano già stati sostituiti dai più moderni A6M "Zero". Le altre portaerei e i gruppi aerei continuarono a essere equipaggiati con gli A5M fino a che le commissioni degli Zero furono completamente evase. L'ultima azione operativa dell'A5M come caccia fu la battaglia del Mar dei Coralli il 7 maggio 1942, dove due A5M e quattro A6M decollati dalla portaerei Shoho si scontrarono con i piloti statunitensi che poi avrebbero affondato la loro portaerei.
La maggior parte degli esemplari sopravvissuti furono utilizzati in attacchi kamikaze negli ultimi mesi di guerra.

## Versioni
Dati estratti da The Concise Guide to Axis Aircraft of World War II
Ka-14
designazione generale di sei prototipi equipaggiati con varie motorizzazioni ed interessati da diverse modifiche.
A5M1
versione caccia imbarcato, Model 1: prima versione avviata alla produzione in serie equipaggiata con un motore radiale Kotobuki 2 KAI I da 850 hp (633 kW).
A5M2/2a
Model 21: versione equipaggiata con un motore dalla maggior potenza.
A5M2b
Model 22:  prima versione dotata di cappottatura NACA, equipaggiata con un motore radiale Kotobuki 3 da 640 hp (477 kW).
A5M3a
prototipi equipaggiati con un motore 12 cilindri a V Hispano-Suiza 12Xcrs da 601 hp (448 kW).
A5M4
Model 24 (ex Model 4): versione del A5M2b equipaggiata con un differente motore, abitacolo chiuso ed un serbatoio di combustibile addizionale sganciabile. Gli ultimi esemplari di produzione, identificato come Model 34, furono equipaggiati con un motore radiale Kotobuki 41 KAI.
A5M4-K
conversione da addestramento caccia biposto del A5M4, realizzato in 103 esemplari dall'Arsenale Tecnico Aeronavale di Ōmura.
Ki-18

prototipo, versione basata a terra destinata al Dai-Nippon Teikoku Kaigun Kōkū Hombu, componente aerea dell'Esercito imperiale giapponese, basata sul A5M, equipaggiato con un motore radiale Kotobuki 5 da 550 hp (410 kW).
Ki-33

due prototipi, sviluppo del Ki-18 equipaggiato con un diverso motore e dotato di abitacolo chiuso.

### Totale produzione
A5M1-A5M4
780 esemplari costruiti dalla Mitsubishi, 39 dalla Watanabe Tekkōsho, 161 dall'Arsenale Tecnico Aeronavale di Ōmura.
Produzione totale, prototipi compresi, 1 094 unità.

## Utilizzatori
Giappone
- Dai-Nippon Teikoku Kaigun Kōkū Hombu

### Riviste
- "Handbook of Japanese Aircraft 1910-1945 (Model Art Special #327)" Model Art Modeling Magazine, March 1989.
- Mitsubishi Type 96 Carrier Fighter/Nakajima Ki-27 (The Maru Mechanic #49). Tokyo: Kojinsha Publishing, 1984.
- Type 96 Carrier Fighter (Famous Airplanes of the World #27). Tokyo: Bunrindo Publishing, 1991
- William Green, Gordon Swanborough, The Zero Precursor... Mitsubishi's A5M, in Air Enthusiast, Number 19, agosto–novembre 1982,  pp. 26-43.